# 宗昇
宗 昇（そう のぼる、1931年9月5日 ‐ ?）は、日本の詩人。旧姓・鈴木。
早稲田大学文学部英文科卒業。大田区立御園中学校教諭。「世代56」を経て「架橋」の編集にあたる。対馬宗家の宗武志と高宗 (朝鮮)の娘・徳恵翁主の間に生まれた一人娘・正恵と結婚、宗姓になる。1956年、正恵は失踪し自殺したと見られている。『たまふりの歌』は妻を悼んだもので、木原孝一の解説が付されている。1991年、『くにざかいの歌』で第24回日本詩人クラブ賞受賞。2007年刊の『記憶のみなわ』 の中で、失踪から約半世紀を経て山中で発見された妻の遺品をテーマにした作品を発表している。

## 著書
- 『たまふりの歌』 詩学社、1963年
- 『くにざかいの歌』 詩学社、1990年
- 『風景おくり歌』 詩の座、2001年
- 『記憶のみなわ』 待望社、2007年
- 『峠』 砂子屋書房、2013年